# Exedra

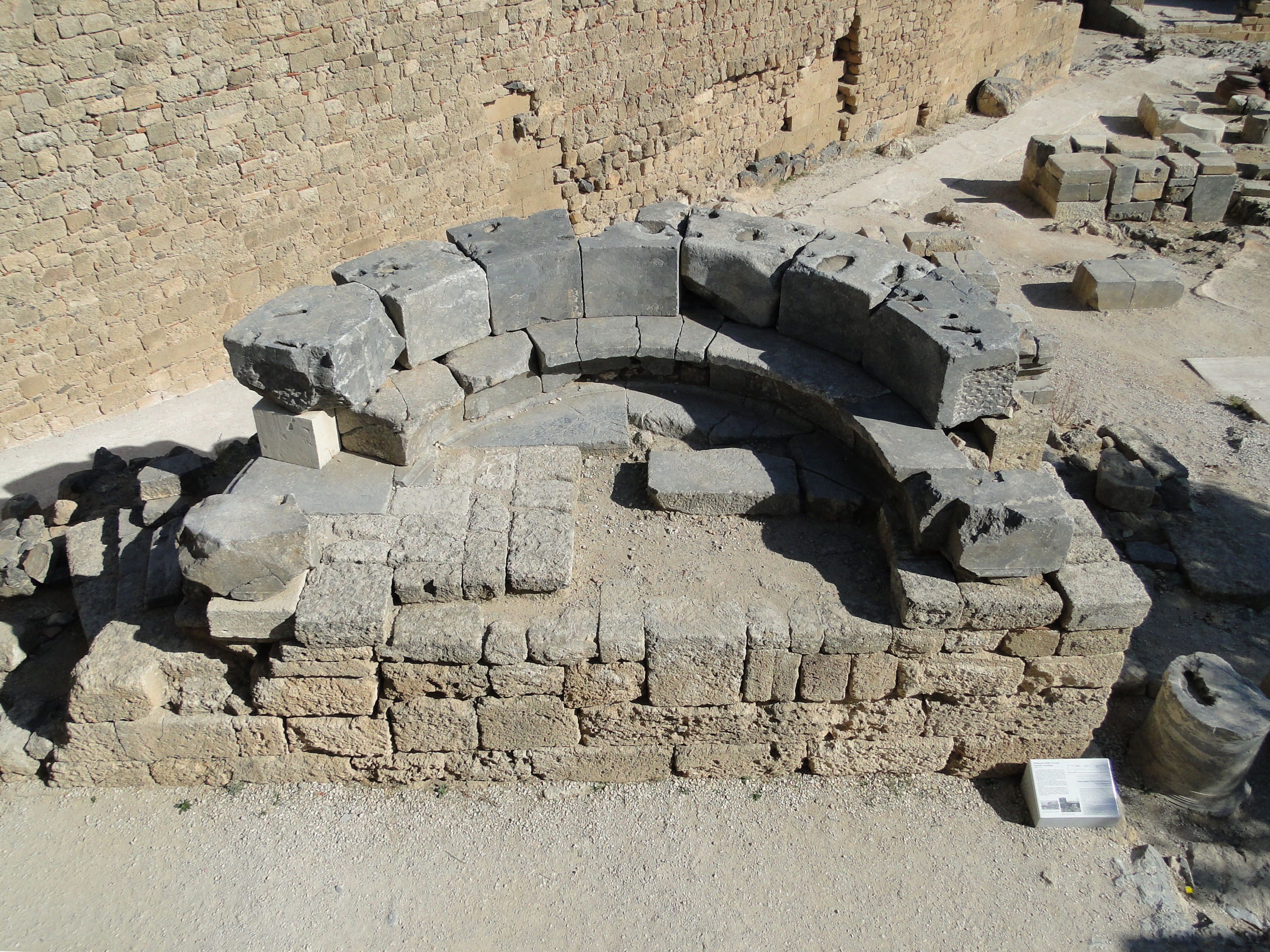
Exedra del sacerdote Pamfílidas, Acrópolis de Lindos, Rodas, Grecia.

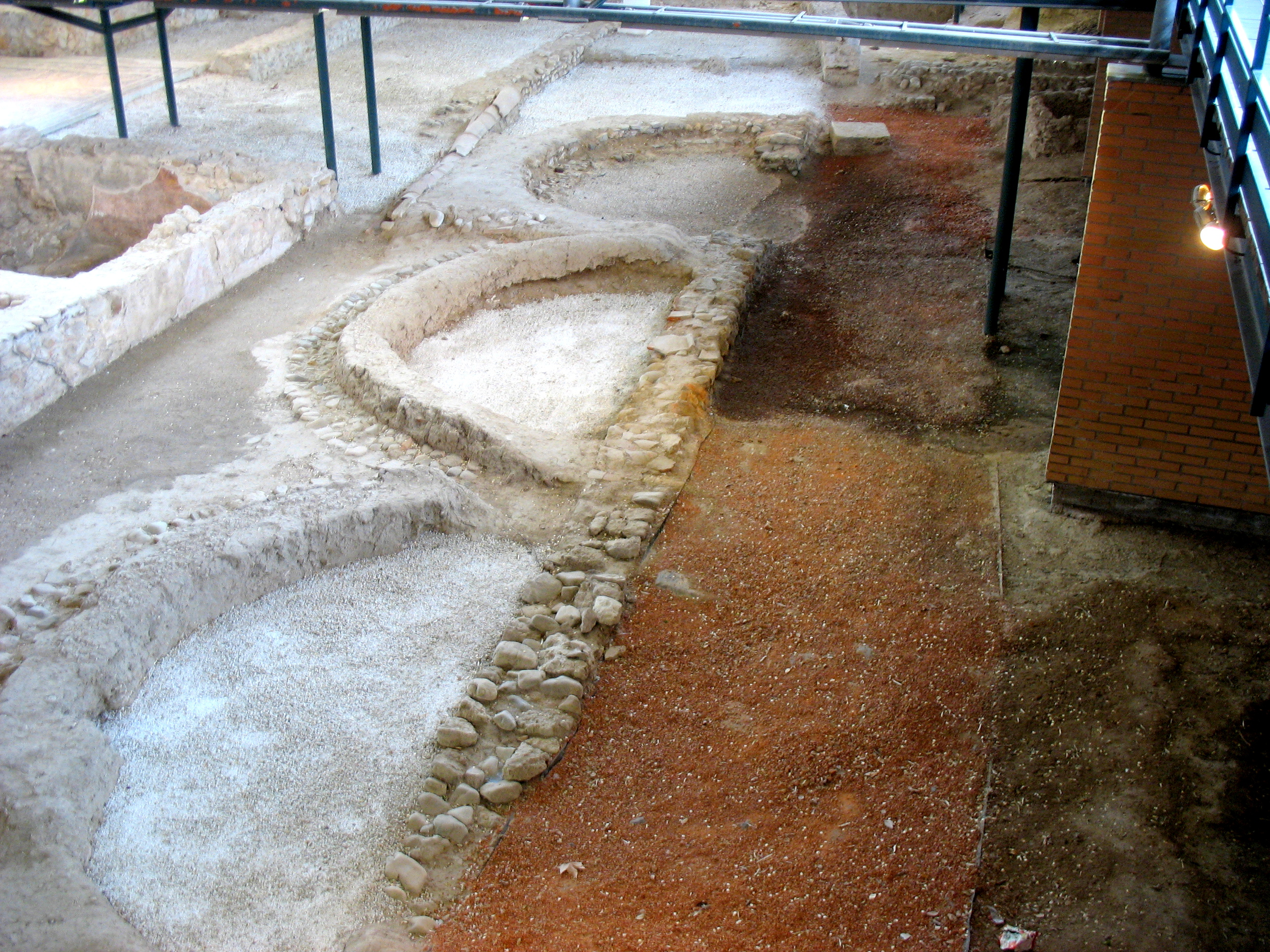
Exedras en la Casa de Hipólito de Alcalá de Henares. Madrid. España.

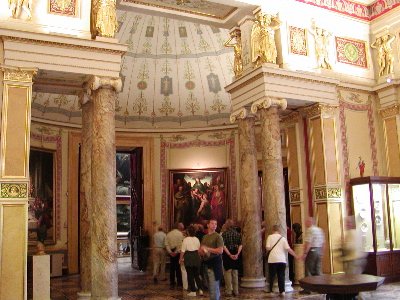
Exedra proyectada por Leon von Klenze para el Hermitage.

En arquitectura, una exedra, palabra proveniente del griego exedra, "sala de reunión con asientos" es, generalmente, una construcción descubierta, de planta semicircular, con asientos y respaldos fijos en la parte interior de la curva. Las exedras se colocan a menudo en la fachada de un palacio, pero diseñadas como abertura en la pared interna. El espacio abierto puede ser también una palestra.
El significado griego original (ἐξέδρα, de ἐξ, "fuera" y έδρα, "asiento", un asiento en el exterior de la puerta) ha sido aplicado a una habitación que se abre y es circundada por bancos de piedra altos y curvos: un ambiente abierto destinado a servir de lugar de encuentro y conversación filosófica. Una exedra puede también destacar de un espacio vacío y curvo dentro de una columnata quizás con unos asientos semicirculares. En la casa griega y romana estaba abierta al peristilo.
La exedra alcanzó especial popularidad en la arquitectura romana durante el siglo I con los arquitectos de Nerón, que incorporaron la exedra a lo largo de la planificación de su Domus Aurea, enriqueciendo los volúmenes de las salas, algo muy pretencioso, pues nadie había visto cúpulas y exedras en una vivienda. 
La exedra fue ampliamente adoptada por los romanos para consolidarse en épocas históricas posteriores. En la basílica paleocristiana, la exedra presenta bancos de perfil semicircular elevados por escalones. Se consolida en la arquitectura bizantina y la arquitectura románica por ejemplo, en las iglesias, el coro que rodea al presbiterio.